# KNVB-Pokal 1994/95
Der KNVB-Pokal 1994/95 war die 77. Auflage des niederländischen Fußball-Pokalwettbewerbs. An ihr nahmen die 18 Mannschaften der Eredivisie, die 18 Teams der Eerste Divisie und 46 Vertreter aus dem Amateurbereich teil.
Pokalsieger wurde Titelverteidiger Feyenoord Rotterdam. Das Team setzte sich im Finale gegen den FC Volendam durch. Der Sieger erhielt einen Startplatz im Europapokal der Pokalsieger.

## Modus
Die K.-o.-Spiele wurden in einer Begegnung entschieden. Bei unentschiedenem Ausgang gab es eine Verlängerung von zweimal 15 Minuten und gegebenenfalls ein Elfmeterschießen. Die Sieger der Vor- bzw. Zwischenrunde qualifizierten sich für die Gruppenphase. Dort spielte jedes Team in einer einfachen Runde gegen die anderen drei Gruppengegner. Die Erst- und Zweitplatzierten kamen in die nächste Runde.
Ab dem Achtelfinale wurde bei einem Unentschieden und der darauffolgenden Verlängerung die Partie durch das Golden Goal entschieden.

## Teilnehmende Teams
| Eredivisie (18) | Eredivisie (18) | Eerste Divisie (18) | Eerste Divisie (18) |
| --- | --- | --- | --- |
| - Ajax Amsterdam - Feyenoord Rotterdam - PSV Eindhoven - Vitesse Arnheim - FC Twente Enschede - Roda JC Kerkrade - NAC Breda - Go Ahead Eagles - FC Groningen         | - SC Heerenveen - MVV Maastricht - Sparta Rotterdam - FC Utrecht - RKC Waalwijk - FC Volendam - Willem II Tilburg - FC Dordrecht '90 ▲ - NEC Nijmegen ▲ | - Cambuur Leeuwarden ▼ - VVV-Venlo ▼ - ADO Den Haag - AZ Alkmaar - FC Den Bosch - VV Eindhoven - BVO Emmen - Excelsior Rotterdam - Fortuna Sittard                  | - BV De Graafschap - HFC Haarlem - Helmond Sport - SC Heracles Almelo '74 - RBC Roosendaal - SC Telstar 1963 - TOP Oss - BV Veendam - FC Zwolle         |
| Gewinner der Amateurligen (7) | | | |
| - ACV Assen - Ajax Amsterdam II | - FC Den Haag - VV DOVO | - VV Katwijk - SV Meerssen | - RKVV STEVO |
| weitere Amateure (39) | | | |
| - Achilles Veen - ADO '20 Heemskerk - VV Appingedam - SV Babberich - VV Baronie - Blauw Wit Amsterdam - Sportclub Enschede - Friesche VC - VV Geldrop - SC Genemuiden | - GVVV - VVOG Harderwijk - Heerlen Sport - HVV Hollandia - HSV Hoek - HZVV - VV IJsselmeervogels - CSV Jong Holland - DOS Kampen - DCV Krimpen          | - FC Lisse - TSV LONGA - RKVVL Maastricht - VV Nieuwenhoorn - VV Nieuw Woensel - SV Panningen - VV Papendrecht - Be Quick 1887 - Quick Den Haag - K.v.v. Quick Boys | - Quick '20 Oldenzaal - RBC Roosendaal II - VV Rozenburg - RKSVO Ospel - VV SVBO - VSV TONEGIDO - SV De Treffers - RKVV Volharding - RCVV Zwart-Wit '28 |

## Vorrunde
Es nahmen nur Amateurmannschaften teil.
| Datum      |                     | Ergebnis              |                    |
| ---------- | ------------------- | --------------------- | ------------------ |
| 08.06.1994 | VV IJsselmeervogels | 1:2                   | ADO '20 Heemskerk  |
| 08.06.1994 | FC Lisse            | 4:0                   | RCVV Zwart-Wit '28 |
| 08.06.1994 | Heerlen Sport       | 2:4                   | SV Panningen       |
| 08.06.1994 | Quick Den Haag      | 2:5                   | K.v.v. Quick Boys  |
| 08.06.1994 | VVOG Harderwijk     | 4:3                   | VV Geldrop         |
| 08.06.1994 | SV Babberich        | 2:2 n. V. (3:2 i. E.) | Sportclub Enschede |
| 08.06.1994 | VV Baronie          | 3:2                   | VV Papendrecht     |
| 08.06.1994 | Blauw Wit Amsterdam | 0:6                   | HVV Hollandia      |
| 08.06.1994 | DCV Krimpen         | 0:1                   | VV Rozenburg       |
| 08.06.1994 | SC Genemuiden       | 1:2 n. V.             | VV SVBO            |
| 08.06.1994 | HSV Hoek            | 1:1 n. V. (2:1 i. E.) | Achilles Veen      |
| 08.06.1994 | CSV Jong Holland    | 2:2 n. V. (3:2 i. E.) | GVVV               |
| 08.06.1994 | HZVV                | 0:0 n. V. (1:0 i. E.) | VV Appingedam      |
| 08.06.1994 | Quick '20 Oldenzaal | 1:5                   | SV De Treffers     |
| 08.06.1994 | RKSVO Ospel         | 2:7                   | TSV LONGA          |
| 08.06.1994 | RKVVL Maastricht    | 2:5 n. V.             | RBC Roosendaal II  |
| 08.06.1994 | ADO Den Haag        | 5:1                   | VV Nieuwenhoorn    |
| 08.06.1994 | DOS Kampen          | 4:0                   | Be Quick 1887      |
| 08.06.1994 | VV Nieuw Woensel    | 1:0                   | RKVV Volharding    |

### Zwischenrunde
Der Friesche VC stieg in dieser Runde ein.
| Datum      |                 | Ergebnis |             |
| ---------- | --------------- | -------- | ----------- |
| 09.06.1994 | VVOG Harderwijk | 1:2      | FC Lisse    |
| 14.06.1994 | VV SVBO         | 3:0      | Friesche VC |
| 15.06.1994 | SV De Treffers  | 0:3      | VV Baronie  |

## Gruppenphase
An ihr nahmen die 16 Sieger der Vorrunde bzw. Zwischenrunde, 14 Clubs der Eredivisie 1993/94 (Platz 5 bis 18), die 18 Clubs der Eerste Divisie 1993/94, sowie acht Vertreter der höchsten Amateurliga.

### Gruppe 1
| Datum      |              | Ergebnis |              |
| ---------- | ------------ | -------- | ------------ |
| 13.08.1994 | FC Groningen | 1:0      | BVO Emmen    |
| 20.08.1994 | BV Veendam   | 3:1      | FC Groningen |
| 20.08.1994 | BVO Emmen    | 2:1      | ACV Assen    |
| 23.08.1994 | ACV Assen    | 0:1      | BV Veendam   |
| 03.09.1994 | BV Veendam   | 3:1      | BVO Emmen    |
| 03.09.1994 | ACV Assen    | 0:3      | FC Groningen |

| Pl. | Verein           | Sp. | S | U | N | Tore    | Diff. | Punkte |
| --- | ---------------- | --- | - | - | - | ------- | ----- | ------ |
| 1.  | BV Veendam (D)   | 3   | 3 | 0 | 0 | 007:200 | +5    | 06:0   |
| 2.  | FC Groningen (E) | 3   | 2 | 0 | 1 | 005:300 | +2    | 04:20  |
| 3.  | BVO Emmen (D)    | 3   | 1 | 0 | 2 | 003:500 | −2    | 02:40  |
| 4.  | ACV Assen (A)    | 3   | 0 | 0 | 3 | 001:600 | −5    | 0:60   |

### Gruppe 2
| Datum      |                    | Ergebnis |                    |
| ---------- | ------------------ | -------- | ------------------ |
| 20.08.1994 | DOS Kampen         | 1:7      | Cambuur Leeuwarden |
| 23.08.1994 | DOS Kampen         | 1:2      | HZVV               |
| 23.08.1994 | Cambuur Leeuwarden | 1:1      | SC Heerenveen      |
| 03.09.1994 | DOS Kampen         | 1:4      | SC Heerenveen      |
| 03.09.1994 | HZVV               | 0:2      | Cambuur Leeuwarden |
| 06.09.1994 | SC Heerenveen      | 11:1     | HZVV               |

| Pl. | Verein                 | Sp. | S | U | N | Tore    | Diff. | Punkte |
| --- | ---------------------- | --- | - | - | - | ------- | ----- | ------ |
| 1.  | SC Heerenveen (E)      | 3   | 2 | 1 | 0 | 016:300 | +13   | 05:10  |
| 2.  | Cambuur Leeuwarden (D) | 3   | 2 | 1 | 0 | 011:200 | +9    | 05:10  |
| 3.  | HZVV (A)               | 3   | 1 | 0 | 2 | 003:150 | −12   | 02:40  |
| 4.  | DOS Kampen (A)         | 3   | 0 | 0 | 3 | 003:130 | −10   | 0:60   |

### Gruppe 3
| Datum      |                        | Ergebnis |                        |
| ---------- | ---------------------- | -------- | ---------------------- |
| 20.08.1994 | SC Heracles Almelo '74 | 9:1      | RKVV STEVO             |
| 21.08.1994 | VV SVBO                | 0:9      | FC Twente Enschede     |
| 23.08.1994 | RKVV STEVO             | 4:2      | VV SVBO                |
| 23.08.1994 | FC Twente Enschede     | 4:1      | SC Heracles Almelo '74 |
| 04.09.1994 | RKVV STEVO             | 1:2      | FC Twente Enschede     |
| 04.09.1994 | VV SVBO                | 0:3      | SC Heracles Almelo '74 |

| Pl. | Verein                     | Sp. | S | U | N | Tore    | Diff. | Punkte |
| --- | -------------------------- | --- | - | - | - | ------- | ----- | ------ |
| 1.  | FC Twente Enschede (E)     | 3   | 3 | 0 | 0 | 015:200 | +13   | 06:0   |
| 2.  | SC Heracles Almelo '74 (D) | 3   | 2 | 0 | 1 | 013:500 | +8    | 04:20  |
| 3.  | RKVV STEVO (A              | 3   | 1 | 0 | 2 | 006:130 | −7    | 02:40  |
| 4.  | VV SVBO (A)                | 3   | 0 | 0 | 3 | 002:160 | −14   | 0:60   |

### Gruppe 4
| Datum      |                   | Ergebnis |                   |
| ---------- | ----------------- | -------- | ----------------- |
| 20.08.1994 | Ajax Amsterdam II | 3:0      | VV DOVO           |
| 20.08.1994 | FC Zwolle         | 1:2      | Go Ahead Eagles   |
| 23.08.1994 | VV DOVO           | 1:7      | Go Ahead Eagles   |
| 23.08.1994 | FC Zwolle         | 1:2      | Ajax Amsterdam II |
| 03.09.1994 | Go Ahead Eagles   | 3:2      | Ajax Amsterdam II |
| 03.09.1994 | VV DOVO           | 1:2      | FC Zwolle         |

| Pl. | Verein                | Sp. | S | U | N | Tore    | Diff. | Punkte |
| --- | --------------------- | --- | - | - | - | ------- | ----- | ------ |
| 1.  | Go Ahead Eagles (E)   | 3   | 3 | 0 | 0 | 012:400 | +8    | 06:0   |
| 2.  | Ajax Amsterdam II (A) | 3   | 2 | 0 | 1 | 007:400 | +3    | 04:20  |
| 3.  | FC Zwolle (D)         | 3   | 1 | 0 | 2 | 004:500 | −1    | 02:40  |
| 4.  | VV DOVO (A)           | 3   | 0 | 0 | 3 | 002:120 | −10   | 0:60   |

### Gruppe 5
| Datum      |                | Ergebnis |                |
| ---------- | -------------- | -------- | -------------- |
| 20.08.1994 | SV Panningen   | 2:3      | VVV-Venlo      |
| 20.08.1994 | MVV Maastricht | 2:1      | SV Meerssen    |
| 23.08.1994 | VVV-Venlo      | 1:1      | MVV Maastricht |
| 23.08.1994 | SV Meerssen    | 0:4      | SV Panningen   |
| 03.09.1994 | SV Meerssen    | 2:4      | VVV-Venlo      |
| 03.09.1994 | SV Panningen   | 0:1      | MVV Maastricht |

| Pl. | Verein             | Sp. | S | U | N | Tore    | Diff. | Punkte |
| --- | ------------------ | --- | - | - | - | ------- | ----- | ------ |
| 1.  | VVV-Venlo (D)      | 3   | 2 | 1 | 0 | 008:500 | +3    | 05:10  |
| 2.  | MVV Maastricht (E) | 3   | 2 | 1 | 0 | 004:200 | +2    | 05:10  |
| 3.  | SV Panningen (A)   | 3   | 1 | 0 | 2 | 006:400 | +2    | 02:40  |
| 4.  | SV Meerssen (A)    | 3   | 0 | 0 | 3 | 003:100 | −7    | 0:60   |

### Gruppe 6
| Datum      |                  | Ergebnis |                  |
| ---------- | ---------------- | -------- | ---------------- |
| 19.08.1994 | Fortuna Sittard  | 2:1      | Roda JC Kerkrade |
| 20.08.1994 | VV Eindhoven     | 5:1      | VV Nieuw Woensel |
| 23.08.1994 | Roda JC Kerkrade | 5:1      | VV Eindhoven     |
| 23.08.1994 | VV Nieuw Woensel | 1:4      | Fortuna Sittard  |
| 03.09.1994 | Roda JC Kerkrade | 6:0      | VV Nieuw Woensel |
| 03.09.1994 | VV Eindhoven     | 4:1      | Fortuna Sittard  |

| Pl. | Verein               | Sp. | S | U | N | Tore    | Diff. | Punkte |
| --- | -------------------- | --- | - | - | - | ------- | ----- | ------ |
| 1.  | Roda JC Kerkrade (E) | 3   | 2 | 0 | 1 | 012:300 | +9    | 04:20  |
| 2.  | VV Eindhoven (D)     | 3   | 2 | 0 | 1 | 010:700 | +3    | 04:20  |
| 3.  | Fortuna Sittard (D)  | 3   | 2 | 0 | 1 | 007:600 | +1    | 04:20  |
| 4.  | VV Nieuw Woensel (A) | 3   | 0 | 0 | 3 | 002:150 | −13   | 0:60   |

### Gruppe 7
| Datum      |                   | Ergebnis |                   |
| ---------- | ----------------- | -------- | ----------------- |
| 20.08.1994 | Helmond Sport     | 7:0      | RBC Roosendaal II |
| 20.08.1994 | TSV LONGA         | 0:11     | Willem II Tilburg |
| 23.08.1994 | RBC Roosendaal II | 5:3      | TSV LONGA         |
| 23.08.1994 | Willem II Tilburg | 2:0      | Helmond Sport     |
| 03.09.1994 | Helmond Sport     | 9:1      | TSV LONGA         |
| 03.09.1994 | Willem II Tilburg | 4:0      | RBC Roosendaal II |

| Pl. | Verein                | Sp. | S | U | N | Tore    | Diff. | Punkte |
| --- | --------------------- | --- | - | - | - | ------- | ----- | ------ |
| 1.  | Willem II Tilburg (E) | 3   | 3 | 0 | 0 | 017:000 | +17   | 06:0   |
| 2.  | Helmond Sport (D)     | 3   | 2 | 0 | 1 | 016:300 | +13   | 04:20  |
| 3.  | RBC Roosendaal II (A) | 3   | 1 | 0 | 2 | 005:140 | −9    | 02:40  |
| 4.  | TSV LONGA (A)         | 3   | 0 | 0 | 3 | 004:250 | −21   | 0:60   |

### Gruppe 8
| Datum      |                | Ergebnis |                |
| ---------- | -------------- | -------- | -------------- |
| 20.08.1994 | VV Baronie     | 2:4      | NAC Breda      |
| 20.08.1994 | RBC Roosendaal | 1:1      | HSV Hoek       |
| 23.08.1994 | HSV Hoek       | 2:3      | VV Baronie     |
| 23.08.1994 | NAC Breda      | 2:3      | RBC Roosendaal |
| 03.09.1994 | HSV Hoek       | 0:9      | NAC Breda      |
| 04.09.1994 | VV Baronie     | 1:3      | RBC Roosendaal |

| Pl. | Verein             | Sp. | S | U | N | Tore    | Diff. | Punkte |
| --- | ------------------ | --- | - | - | - | ------- | ----- | ------ |
| 1.  | RBC Roosendaal (D) | 3   | 2 | 1 | 0 | 007:400 | +3    | 05:10  |
| 2.  | NAC Breda (E)      | 3   | 2 | 0 | 1 | 015:500 | +10   | 04:20  |
| 3.  | VV Baronie (A)     | 3   | 1 | 0 | 2 | 006:900 | −3    | 02:40  |
| 4.  | HSV Hoek (A)       | 3   | 0 | 1 | 2 | 003:130 | −10   | 01:50  |

### Gruppe 9
| Datum      |                  | Ergebnis |                  |
| ---------- | ---------------- | -------- | ---------------- |
| 20.08.1994 | TOP Oss          | 5:0      | NEC Nijmegen     |
| 20.08.1994 | SV Babberich     | 1:5      | BV De Graafschap |
| 23.08.1994 | NEC Nijmegen     | 5:2      | BV De Graafschap |
| 23.08.1994 | SV Babberich     | 1:3      | TOP Oss          |
| 03.09.1994 | BV De Graafschap | 4:0      | TOP Oss          |
| 13.09.1994 | NEC Nijmegen     | 6:1      | SV Babberich     |

| Pl. | Verein               | Sp. | S | U | N | Tore    | Diff. | Punkte |
| --- | -------------------- | --- | - | - | - | ------- | ----- | ------ |
| 1.  | BV De Graafschap (D) | 3   | 2 | 1 | 0 | 011:600 | +5    | 05:10  |
| 2.  | NEC Nijmegen (E)     | 3   | 2 | 0 | 1 | 011:800 | +3    | 04:20  |
| 3.  | TOP Oss (D)          | 3   | 2 | 0 | 1 | 008:500 | +3    | 04:20  |
| 4.  | SV Babberich (A)     | 3   | 0 | 0 | 3 | 003:140 | −11   | 0:60   |

### Gruppe 10
| Datum      |                    | Ergebnis |                    |
| ---------- | ------------------ | -------- | ------------------ |
| 20.08.1994 | RKC Waalwijk       | 8:0      | VV Katwijk         |
| 20.08.1994 | FC Den Bosch       | 5:1      | K.v. v. Quick Boys |
| 23.08.1994 | VV Katwijk         | 3:4      | FC Den Bosch       |
| 24.08.1994 | K.v. v. Quick Boys | 1:3      | RKC Waalwijk       |
| 03.09.1994 | K.v. v. Quick Boys | 2:3      | VV Katwijk         |
| 04.09.1994 | RKC Waalwijk       | 2:2      | FC Den Bosch       |

| Pl. | Verein                | Sp. | S | U | N | Tore    | Diff. | Punkte |
| --- | --------------------- | --- | - | - | - | ------- | ----- | ------ |
| 1.  | RKC Waalwijk (E)      | 3   | 2 | 1 | 0 | 013:300 | +10   | 05:10  |
| 2.  | FC Den Bosch (D)      | 3   | 2 | 1 | 0 | 011:600 | +5    | 05:10  |
| 3.  | VV Katwijk (A)        | 3   | 1 | 0 | 2 | 006:140 | −8    | 02:40  |
| 4.  | K.v.v. Quick Boys (A) | 3   | 0 | 0 | 3 | 004:110 | −7    | 0:60   |

### Gruppe 11
| Datum      |                   | Ergebnis |                   |
| ---------- | ----------------- | -------- | ----------------- |
| 19.08.1994 | HVV Hollandia     | 0:3      | AZ Alkmaar        |
| 21.08.1994 | FC Volendam       | 6:1      | ADO '20 Heemskerk |
| 23.08.1994 | AZ Alkmaar        | 1:1      | FC Volendam       |
| 24.08.1994 | ADO '20 Heemskerk | 3:4      | HVV Hollandia     |
| 04.09.1994 | HVV Hollandia     | 1:4      | FC Volendam       |
| 04.09.1994 | ADO '20 Heemskerk | 1:3      | AZ Alkmaar        |

| Pl. | Verein                | Sp. | S | U | N | Tore    | Diff. | Punkte |
| --- | --------------------- | --- | - | - | - | ------- | ----- | ------ |
| 1.  | FC Volendam (E)       | 3   | 2 | 1 | 0 | 011:300 | +8    | 05:10  |
| 2.  | AZ Alkmaar (D)        | 3   | 2 | 0 | 1 | 007:200 | +5    | 04:20  |
| 3.  | HVV Hollandia (A)     | 3   | 1 | 0 | 2 | 005:100 | −5    | 02:40  |
| 4.  | ADO '20 Heemskerk (A) | 3   | 0 | 0 | 3 | 005:130 | −8    | 0:60   |

### Gruppe 12
| Datum      |                  | Ergebnis |                  |
| ---------- | ---------------- | -------- | ---------------- |
| 19.08.1994 | HFC Haarlem      | 3:1      | CSV Jong Holland |
| 21.08.1994 | SC Telstar 1963  | 2:0      | FC Utrecht       |
| 23.08.1994 | FC Utrecht       | 2:1      | HFC Haarlem      |
| 24.08.1994 | CSV Jong Holland | 1:2      | SC Telstar 1963  |
| 04.09.1994 | SC Telstar 1963  | 1:0      | HFC Haarlem      |
| 04.09.1994 | CSV Jong Holland | 2:3      | FC Utrecht       |

| Pl. | Verein               | Sp. | S | U | N | Tore    | Diff. | Punkte |
| --- | -------------------- | --- | - | - | - | ------- | ----- | ------ |
| 1.  | SC Telstar 1963 (D)  | 3   | 3 | 0 | 0 | 005:100 | +4    | 06:0   |
| 2.  | FC Utrecht (E)       | 3   | 2 | 0 | 1 | 005:500 | ±0    | 04:20  |
| 3.  | HFC Haarlem (D)      | 3   | 1 | 0 | 2 | 004:400 | ±0    | 02:40  |
| 4.  | CSV Jong Holland (A) | 3   | 0 | 0 | 3 | 004:800 | −4    | 0:60   |

### Gruppe 13
| Datum      |                  | Ergebnis |                  |
| ---------- | ---------------- | -------- | ---------------- |
| 20.08.1994 | ADO Den Haag     | 3:0      | FC Dordrecht '90 |
| 21.08.1994 | VSV TONEGIDO     | 0:3      | FC Den Haag      |
| 23.08.1994 | FC Dordrecht '90 | 2:2      | FC Den Haag      |
| 23.08.1994 | VSV TONEGIDO     | 1:0      | ADO Den Haag     |
| 03.09.1994 | ADO Den Haag     | 1:1      | FC Den Haag      |
| 04.09.1994 | VSV TONEGIDO     | 1:8      | FC Dordrecht '90 |

| Pl. | Verein               | Sp. | S | U | N | Tore    | Diff. | Punkte |
| --- | -------------------- | --- | - | - | - | ------- | ----- | ------ |
| 1.  | FC Den Haag (A)      | 3   | 1 | 2 | 0 | 006:300 | +3    | 04:20  |
| 2.  | FC Dordrecht '90 (E) | 3   | 1 | 1 | 1 | 010:600 | +4    | 03:30  |
| 3.  | ADO Den Haag (D)     | 3   | 1 | 1 | 1 | 004:200 | +2    | 03:30  |
| 4.  | VSV TONEGIDO (A)     | 3   | 1 | 0 | 2 | 002:110 | −9    | 02:40  |

### Gruppe 14
| Datum      |                     | Ergebnis |                     |
| ---------- | ------------------- | -------- | ------------------- |
| 20.08.1994 | Excelsior Rotterdam | 2:0      | FC Lisse            |
| 20.08.1994 | VV Rozenburg        | 0:4      | Sparta Rotterdam    |
| 23.08.1994 | Sparta Rotterdam    | 7:1      | Excelsior Rotterdam |
| 23.08.1994 | FC Lisse            | 2:0      | VV Rozenburg        |
| 03.09.1994 | FC Lisse            | 1:2      | Sparta Rotterdam    |
| 03.09.1994 | VV Rozenburg        | 1:1      | Excelsior Rotterdam |

| Pl. | Verein                  | Sp. | S | U | N | Tore    | Diff. | Punkte |
| --- | ----------------------- | --- | - | - | - | ------- | ----- | ------ |
| 1.  | Sparta Rotterdam (E)    | 3   | 3 | 0 | 0 | 013:200 | +11   | 06:0   |
| 2.  | Excelsior Rotterdam (D) | 3   | 1 | 1 | 1 | 004:800 | −4    | 03:30  |
| 3.  | FC Lisse (A)            | 3   | 1 | 0 | 2 | 003:400 | −1    | 02:40  |
| 4.  | VV Rozenburg (A)        | 3   | 0 | 1 | 2 | 001:700 | −6    | 01:50  |

## K.-o.-Runde

### 2. Runde
Die besten vier Klubs der Eredivisie 1993/94 stiegen in dieser Runde ein.
| Datum      |                            | Ergebnis              |                         |
| ---------- | -------------------------- | --------------------- | ----------------------- |
| 05.10.1994 | Ajax Amsterdam (E)         | 3:1                   | FC Den Bosch (D)        |
| 05.10.1994 | AZ Alkmaar (D)             | 2:0                   | VVV-Venlo (D)           |
| 05.10.1994 | FC Den Haag (A)            | 3:2                   | RBC Roosendaal (D)      |
| 05.10.1994 | FC Dordrecht '90 (E)       | 1:0 n. V.             | MVV Maastricht (E)      |
| 05.10.1994 | Excelsior Rotterdam (D)    | 0:3                   | Ajax Amsterdam II (A)   |
| 05.10.1994 | BV De Graafschap (D)       | 1:2                   | FC Utrecht (E)          |
| 05.10.1994 | FC Groningen (E)           | 1:2                   | Feyenoord Rotterdam (E) |
| 05.10.1994 | SC Heerenveen (E)          | 3:2 n. V.             | Cambuur Leeuwarden (D)  |
| 05.10.1994 | Helmond Sport (D)          | 1:4                   | Sparta Rotterdam (E)    |
| 05.10.1994 | SC Heracles Almelo '74 (D) | 2:1                   | BV Veendam (D)          |
| 05.10.1994 | NEC Nijmegen (E)           | 4:2                   | Go Ahead Eagles (E)     |
| 05.10.1994 | PSV Eindhoven (E)          | 3:2 n. V.             | Roda JC Kerkrade (E)    |
| 05.10.1994 | SC Telstar 1963 (D)        | 1:1 n. V. (1:3 i. E.) | NAC Breda (E)           |
| 05.10.1994 | FC Twente Enschede (E)     | 2:0                   | RBC Roosendaal (D)      |
| 05.10.1994 | FC Volendam (E)            | 3:2                   | Vitesse Arnheim (E)     |
| 05.10.1994 | Willem II Tilburg (E)      | 5:1                   | VV Eindhoven (D)        |

### Achtelfinale
Ab dieser Runde wurde das Golden Goal in der Verlängerung angewandt.
| Datum      |                            | Ergebnis              |                         |
| ---------- | -------------------------- | --------------------- | ----------------------- |
| 30.11.1994 | Ajax Amsterdam II (A)      | 2:0                   | FC Dordrecht '90 (E)    |
| 30.11.1994 | FC Den Haag (A)            | 0:2                   | NAC Breda (E)           |
| 30.11.1994 | SC Heracles Almelo '74 (D) | 2:1 n.GG              | Sparta Rotterdam (E)    |
| 30.11.1994 | NEC Nijmegen (E)           | 0:3                   | Ajax Amsterdam (E)      |
| 30.11.1994 | PSV Eindhoven (E)          | 0:1                   | SC Heerenveen (E)       |
| 30.11.1994 | FC Utrecht (E)             | 3:1                   | FC Twente Enschede (E)  |
| 30.11.1994 | FC Volendam (E)            | 3:0                   | AZ Alkmaar (D)          |
| 30.11.1994 | Willem II Tilburg (E)      | 1:1 n. V. (7:8 i. E.) | Feyenoord Rotterdam (E) |

### Viertelfinale
| Datum      |                            | Ergebnis |                         |
| ---------- | -------------------------- | -------- | ----------------------- |
| 24.02.1995 | SC Heerenveen (E)          | 3:2 n.GG | NAC Breda (E)           |
| 25.02.1995 | SC Heracles Almelo '74 (D) | 0:1      | FC Volendam (E)         |
| 08.03.1995 | Ajax Amsterdam II (A)      | 1:2      | FC Utrecht (E)          |
| 08.03.1995 | Ajax Amsterdam (E)         | 1:2 n.GG | Feyenoord Rotterdam (E) |

### Halbfinale
| Datum      |                   | Ergebnis |                         |
| ---------- | ----------------- | -------- | ----------------------- |
| 22.03.1995 | SC Heerenveen (E) | 0:1      | Feyenoord Rotterdam (E) |
| 22.03.1995 | FC Utrecht (E)    | 0:1      | FC Volendam (E)         |

### Finale
| Feyenoord Rotterdam                | Feyenoord Rotterdam | FC Volendam | FC Volendam |
| ---------------------------------- | --- | --- | ----------- |
| Feyenoord Rotterdam                | \| 25. Mai 1995 in De Kuip, Rotterdam \| \| Ergebnis: 2:1 (1:0) \| \| Zuschauer: 48.146 \| \| Schiedsrichter: Jaap Uilenberg \| \| Spielbericht \|                                                                                             | \| 25. Mai 1995 in De Kuip, Rotterdam \| \| Ergebnis: 2:1 (1:0) \| \| Zuschauer: 48.146 \| \| Schiedsrichter: Jaap Uilenberg \| \| Spielbericht \|                                                                                               | FC Volendam |
| Feyenoord Rotterdam                | Ed de Goey – Ulrich van Gobbel, Henk Fraser, Bernard Schuiteman, Ruud Heus – Orlando Trustfull, Peter Bosz, Rob Witschge, Gaston Taument (90. József Kiprich) – Henrik Larsson (71. Mike Obiku), Regi Blinker. Cheftrainer: Willem van Hanegem | Edwin Zoetebier (69. Edwin van Holten) – André Ooijer, René Binken, Robert Molenaar, Edwin Hermans (84. Elroy Kromheer) – Johan Steur, André Wasiman, Ulrich Wilson, Miroslav Stefanović – Ivica Vukov, Jorg Smeets. Cheftrainer: Wim Rijsbergen | FC Volendam |
| Feyenoord Rotterdam                | 1:0 Gaston Taument (7.) 2:1 Mike Obiku (82.) | 1:1 André Wasiman (47.) | FC Volendam |
| Feyenoord Rotterdam                | Henk Fraser, Rob Witschge | Johan Steur, André Wasiman | FC Volendam |
| 25. Mai 1995 in De Kuip, Rotterdam | | |             |
| Ergebnis: 2:1 (1:0)                | | |             |
| Zuschauer: 48.146                  | | |             |
| Schiedsrichter: Jaap Uilenberg     | | |             |
| Spielbericht                       | | |             |